# Cenwalh
Pour l'évêque de Londres, voir Cenwalh (évêque de Londres).
Cenwalh ou Coenwalh est roi des Saxons de l'Ouest de 642 environ à sa mort, en 672.

## Biographie
Fils du roi Cynegils, Cenwalh refuse de se convertir au christianisme lorsque son père reçoit le baptême. Il lui succède à la tête des Saxons de l'Ouest à sa mort, vers 642. Vers 645, il est chassé de son royaume par Penda de Mercie. D'après l'Histoire ecclésiastique du peuple anglais de Bède le Vénérable, Cenwalh aurait encouru la colère de Penda en répudiant sa femme, qui était la sœur du roi mercien. Il se réfugie à la cour d'Anna, roi des Angles de l'Est, qui le convainc de se convertir au christianisme en recevant le baptême en 646. Cet exil dure trois ans.
Après son retour sur le trône du Wessex, vers 648, Cenwalh encourage l'évêque Birin de Dorchester à faire construire des églises dans tout le royaume. Le successeur de Birin, Agilbert, est fréquemment en désaccord avec Cenwalh. D'après Bède, c'est en raison de la « langue étrangère » parlée par l'évêque que le roi décide de diviser en deux son diocèse, avec la création d'un évêché à Winchester. Offusqué, Agilbert démissionne et quitte le royaume. La véritable cause de ces événements pourrait être les progrès merciens dans la vallée de la Tamise : Cenwalh aurait été incapable d'y faire face et d'assurer la protection d'Agilbert, d'où la démission de ce dernier et le transfert du siège épiscopal à Winchester.
La Chronique anglo-saxonne mentionne trois batailles sous le règne de Cenwalh : en 652 à Bradford-on-Avon, en 658 à Peonnan et en 661 à Posentesbyrig. Ces deux dernières batailles ne peuvent pas être localisées avec certitude, mais elles pourraient illustrer le déplacement du centre de gravité des Saxons de l'Ouest vers le sud-ouest, avec des progrès dans le Somerset, le Dorset, l'ouest du Wiltshire et le sud du Hampshire.
Cenwalh meurt en 672 d'après la Chronique, et sa femme Seaxburh lui aurait succédé pendant deux ans. En revanche, Bède rapporte qu'à la mort de Cenwalh, son royaume est divisé entre plusieurs roitelets pendant une décennie, jusqu'au règne de Cædwalla.